# Rem (jedinica)
Rem (engl. Rentgen Equivalent for Men) je mjerna jedinica izvan SI sustava, a označava količinu ekvivalentne doze ionizirajućeg zračenja. Nastala je na osnovu mjerne jedinice rendgen, a to je isto mjerna jedinica izvan SI sustava, koja označava količinu rendgenskog zračenja ili gama zračenja potrebnu da nastane 1 elektrostatička jedinica elektriciteta (3 x 109 ionskih parova) po cm3 suhog zraka u standardnim uvjetima. Nazvana je prema njemačkom fizičaru Wilhelmu Röntgenu.
1 rem je sto puta je manja mjerna jedinica od Sv (sivert). Pretvaranje:	
1 Sv = 100 rem ili
1 rem = 0,01 Sv
Ekvivalentna doza ionizirajućeg zračenja od 50 rema obično nije opasna za čovjeka i izazvat će male promjene u krvnoj slici. Od 50 do 200 rema može uzrokovati bolest, ali obično nije smrtonosno. Ekvivalentne doze od 200 do 1000 rema mogu izazvati ozbiljne bolesti, a mogu biti ponekad i smrtonosne. Ekvivalentne doze veće od 1000 rema su smrtonosne.
Rem je velika vrijednost za ekvivalentnu dozu ionizirajućeg zračenja, pa se često koristi i jedinica milirem (oznaka: mrem), koja je tisuću puta manja. Preporućuje se ne upotrebljavati rem kao mjernu jedinicu, već sivert (Sv).